# Apaeleticus inimicus
Apaeleticus inimicus é uma espécie de insetos himenópteros, mais especificamente de vespas pertencente à família Ichneumonidae.
A autoridade científica da espécie é Gravenhorst, tendo sido descrita no ano de 1820.
Trata-se de uma espécie presente no território português.